# .mr
.mr là tên miền quốc gia cấp cao nhất (ccTLD) của Mauritanie. Một địa chỉ liên hệ trong nước là yêu cầu để đăng ký tên miền dưới.mr. Đăng ký trực tiếp ở cấp 2, nhưng tên miền cấp 2 .gov.mr cũng tồn tại trong các trang của chính phủ.